# Nick Wieland
Nick Wieland (* 30. März 1988) ist ein ehemaliger deutscher Footballspieler.

## Laufbahn
2008 spielte Wieland für die Hamburg Blue Devils in der Football-Bundesliga, 2009 schloss er sich den Kiel Baltic Hurricanes an.
2010 wurde der 1,90 Meter messende und auf der Position Left Tackle eingesetzte Wieland mit Kiel deutscher Meister, 2009, 2011 und 2012 gab es die Vizemeisterschaft.
Mit der deutschen Nationalmannschaft wurde Wieland im Jahr 2011 Fünfter der Weltmeisterschaft und wurde in die Auswahl der besten Spieler des Turniers gewählt.
Wieland wechselte zu den Hamburg Blue Devils zurück, für die er in der 2013er Spielzeit auflief. Der Hamburger Cheftrainer Maximilian von Garnier äußerte 2013, Wieland gehöre „zu den besten Linienspielern in Deutschland, wenn nicht sogar Europa“. 2014 trug Wieland wieder die Farben der Kiel Baltic Hurricanes.
2014 erlitt er einen doppelten Kreuzbandriss im Knie. Wieland, der hauptberuflich in der Hamburger Behörde für Inneres und Sport für arbeitet, wechselte ins Trainerfach und übernahm im Dezember 2014 als Assistenztrainer die Betreuung der Kieler Offensive Line. In der Saison 2019 setzte er aus, im November 2019 kehrte er in die Trainerriege der Mannschaft zurück.